# 전재
편재(遍在, 영어: omnipresence, ubiquitous 옴니프레전스, 유비쿼터스[*])란 용어로 "어디에나 있음"을 의미한다.
절대자의 편재성은 다양한 종교 체계에서 서로 다르게 인식된다. 기독교, 유대교, 이슬람교 같은 일신론에서는 신과 우주가 별개의 존재이나 신은 편재한다. 범신론에서는 우주가 곧 신이다. 내재신론에서는 신이 우주에 관입하지만, 시공간 그 너머까지 연장되어 있다고 본다.

## 같이 보기
- 유비쿼터스 컴퓨팅
- 내재신론
- 동일과정설